# Kirysek nakrapiany
Kirysek nakrapiany, kirysek lamparci (Corydoras julii) – gatunek niewielkiej ryby sumokształtnej z rodziny kiryskowatych (Callichthyidae). Hodowana w akwariach.

## Występowanie
Ameryka Południowa – dolny bieg Amazonki i rzeki północno-wschodniej Brazylii.

## Opis
Długość ciała do 6 cm. Szaro ubarwiona ryba z fiołkoworóżowym połyskiem. Dla tego gatunku charakterystyczne są czarne plamki, które na głowie zlewają się w przypadkowe i nieregularne pasy. Samiec jest mniejszy i smuklejszy.
Optymalna temperatura wody około 25 °C do 27 °C. Ikrę składają na dnie zbiornika. Zbiornik najlepiej wyłożyć mchem jawajskim.